# ISO 3166-2:UZ
کد ISO 3166-2:UZ بخشی از استاندارد ایزو ۳۱۶۶ برای کشور ازبکستان است که توسط سازمان بین‌المللی استانداردسازی ISO تنظیم شده‌است این سازمان، کدهای استاندارد را برای تقسیمات کشوری (ایالتها یا استانهای) کشورهای فهرست شده در استاندارد ایزو ۳۱۶۶-۱ تعریف می‌کند.
هر کد شامل دو بخش می‌گردد که توسط علامت - جدا می‌گردند.
- بخش نخست UZ که در ایزو ۳۱۶۶-۱ آلفا-۲ کد کشور ازبکستان است.
- بخش دوم شامل یک یا دو یا سه حرف است که بیان‌کننده استان یا ایالت کشور ازبکستان می‌باشد.

## کدها
| Codi  | استان                               |
| ----- | ----------------------------------- |
| UZ-TK | تاشکند (شهر)                        |
| UZ-AN | استان اندیجان                       |
| UZ-BU | استان بخارا                         |
| UZ-FA | استان فرغانه                        |
| UZ-JI | استان جیزک                          |
| UZ-NG | استان نمنگان                        |
| UZ-NW | استان نوایی                         |
| UZ-QA | استان قشقه‌دریا                      |
| UZ-SA | استان سمرقند                        |
| UZ-SI | استان سیردریا                       |
| UZ-SU | استان سرخان‌دریا                     |
| UZ-TO | استان تاشکند                        |
| UZ-XO | استان خوارزم                        |
| UZ-QR | قره‌قالپاقستان (repubblica autonoma) |